# 1939 Battlefield Westerplatte – The Beginning Of World War 2
1939 Battlefield Westerplatte – The Beginning Of World War 2 (Originaltitel: Tajemnica Westerplatte) ist ein polnisch-litauischer Kriegsfilm des Regisseurs Pawel Chochlew aus dem Jahr 2013.

## Handlung
Polen war das erste Land, das „Nein“ zu Hitler sagte. 1939, am Vorabend des Zweiten Weltkriegs, verteidigten 200 Soldaten die Westerplatte, eine Halbinsel im Norden Polens, die als Schauplatz der ersten Schlacht des Zweiten Weltkriegs bekannt ist, der am 1. September 1939 begann. Dort erhält Major Sucharski den Befehl, nur 12 Stunden lang Widerstand zu leisten, aber es sind 6 Tage vergangen und die Soldaten kämpfen weiter, obwohl sie umzingelt sind und keine Hoffnung auf Verstärkung haben, unter dem Einfluss von Kapitän Kuba, der keine Kapitulation akzeptiert.

## Hintergrund
Der Film wurde von Andrzej Halinski produziert. Erstmals veröffentlicht wurde der Film am 15. Februar 2013 in Polen. Der Film erhielt von der Freiwilligen Selbstkontrolle der Filmwirtschaft die Altersfreigabe ab 12 Jahren, die in Deutschland am 17. März 2014 erschienene DVD- bzw. Blu-Ray-Version des Films ist aufgrund des darauf enthaltenen Bonusmaterials ab 16 Jahren freigegeben.

## Rezeption
Das Lexikon des internationalen Films schreibt: „Der Film um den Ausbruch des Zweiten Weltkriegs konzentriert sich weniger auf die kriegerischen Aktionen, entfaltet sich vielmehr als Psychodrama innerhalb des bedrängten polnischen Stützpunktes und setzt den Kämpfern von damals ein Denkmal.“